# Carlo Bernini
Carlo Bernini (ur. 6 maja 1936 w Bondeno, zm. 1 stycznia 2011 w Castelfranco Veneto) – włoski polityk i samorządowiec, prezydent Wenecji Euganejskiej (1980–1989), senator, w latach 1989–1992 minister transportu.

## Życiorys
Absolwent Uniwersytetu Ca’ Foscari w Wenecji. Zaangażował się w działalność polityczną w ramach Chrześcijańskiej Demokracji. W 1960 został asesorem we władzach prowincji Treviso. W latach 1971–1980 stał na czele administracji tej prowincji, następnie do 1989 był prezydentem regionu Wenecja Euganejska. Pracował także jako nauczyciel akademicki. W latach 70. zasiadał w radzie dyrektorów linii lotniczych Alitalia.
Od lipca 1989 do czerwca 1992 był ministrem transportu w dwóch rządach Giulio Andreottiego. W latach 1992–1994 zasiadał w Senacie XI kadencji. Jego kariera polityczna zakończyła się w okresie ujawniania serii afer korupcyjnych (tzw. Tangentopoli), Carlo Bernini został skazany w jednym z prowadzonych postępowań.
Po kilku latach powrócił do aktywności politycznej. Należał m.in. do Unii Chrześcijańskich Demokratów i Centrum oraz do Ludu Wolności. Był też prezesem tanich linii lotniczych Myair.com, których funkcjonowanie zakończyło się bankructwem. Od 2010 przebywał w śpiączce po doznanym zawale serca.